# Robert Stewart (vicomte Castlereagh)
Pour les articles homonymes, voir Robert Stewart et Stewart.
Robert Stewart, 2e marquis de Londonderry, plus connu sous le nom de lord Castlereagh ou vicomte Castlereagh, né le 18 juin 1769 à Dublin et mort le 12 août 1822, est un diplomate britannique.

## Biographie
Fils d'un propriétaire terrien, il effectue ses études au St. John's College, Cambridge, avant d'entreprendre le tour de l'Europe, comme il est alors de tradition pour les jeunes aristocrates. Il entre jeune, à l'âge de 21 ans, au Parlement irlandais sous l'étiquette whig. En 1795, il rejoint les tories et soutient William Pitt le Jeune. En 1796, quand son père est nommé comte de Londonderry par George III, il reçoit le titre de courtoisie de viscount Castlereagh.

### Carrière politique: la lutte contre Napoléon et les traités
Il occupe différentes fonctions au sein des gouvernements Pitt et Addington et en 1807, il est nommé secrétaire d'État à la Guerre et aux Colonies. Nommé gouverneur de l'Irlande, sa terre natale, il y mène une politique autoritaire ; devenu ministre en 1811, il retire à l'Irlande toute existence politique. En 1812, il reçoit le portefeuille le plus important de sa carrière, celui de secrétaire d'État aux Affaires étrangères.
Dans les années 1813 et 1814, il joue un rôle majeur dans le soulèvement de l'Europe contre la France. Il réussit à rassembler les ennemis de Napoléon lors du traité de Chaumont en 1814. À la chute de Napoléon, il est envoyé en qualité d'ambassadeur auprès des puissances alliées pour traiter de la paix générale : en mars 1814, il représente la couronne britannique au congrès de Vienne. On lui attribue l'invention de la « politique des Congrès ». Il travaille avec les dirigeants européens pour assurer une paix conforme à l'humeur conservatrice de l'époque. À Vienne, il atteint largement son objectif principal d’élaborer un accord de paix destiné à durer des années. Conscient qu'un traité sévère fondé sur la vengeance et les représailles contre la France échouerait, et que, de toute façon les Bourbons conservateurs étaient de retour au pouvoir, il utilise ses talents de diplomate pour empêcher que des conditions de paix trop dures ne soient imposées à la France. Son intervention auprès du congrès de Vienne contribue également à la suppression de la traite négrière, qui consistait à déporter des Africains vers l'Amérique en vue d'en faire des esclaves.
En 1815, il maintient l’unité des alliés de Chaumont, notamment dans leur détermination à mettre définitivement fin aux Cent-Jours de Napoléon. Il négocie la quadruple alliance conclue le 20 novembre 1815 et qui permet au Royaume-Uni de rejoindre la Sainte-Alliance déjà scellée entre l'Autriche, la Russie et la Prusse le 26 septembre 1815. Par ces alliances, les monarchies s'engagent à s’aider mutuellement pour préserver l'Ancien Régime en Europe.
Castlereagh avait une vision de la paix à long terme en Europe qui reposait sur les efforts unis des grandes puissances. En même temps, il était attentif aux intérêts de la Grande-Bretagne à l'étranger. Il achète la colonie du Cap et Ceylan aux Pays-Bas. Les colonies françaises sont rendues, mais la France doit renoncer à tous ses gains en Europe après 1791. En 1820, il énonce une politique selon laquelle la Grande-Bretagne n'interviendra pas dans les affaires européennes - politique largement suivie jusqu'en 1900.
Il appuie la stratégie de la Sainte-Alliance — composée des monarchies européennes victorieuses de l'Empire napoléonien : « Le concert actuel des puissances est leur seule parfaite sécurité contre les braises révolutionnaires qui couvent plus ou moins dans tous les États de l'Europe », ce qui justifie de « laisser tomber les petites rivalités des temps ordinaires et ensemble soutenir les principes établis de l'ordre social ».

### Impopularité et suicide

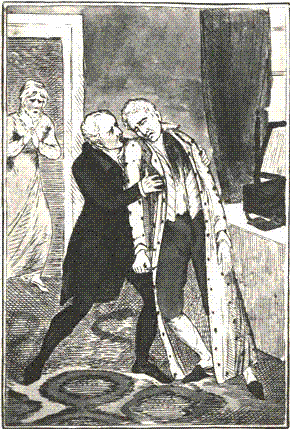
Suicide du vicomte Castlereagh. Illustration de George Cruikshank, 1822.

Partisan de la fermeté pendant la crise économique qui secoue la Grande-Bretagne, il soutient en 1817 la suspension de l’Habeas corpus et les mesures répressives qui mènent au massacre de Peterloo en 1819. Castlereagh devient alors très impopulaire ; il est hué à chacune de ses apparitions publiques. Le 12 août 1822, atteint, semble-t-il, de paranoïa, il se suicide en se tranchant la gorge avec un coupe-papier, peut-être sous l'effet d'un dérangement du cerveau, en raison de craintes d’être poursuivi pour homosexualité, ou par suite du chagrin que lui causait le fâcheux état des affaires[réf. nécessaire]. Il avait eu pour principal adversaire politique George Canning, qui le remplaça au pouvoir. Ses Lettres, papiers et dépêches ont été publiés à Londres en 1853.

## Dans la littérature
Lord Byron, qui le détestait, l'accable de ses critiques dans son œuvre, en particulier dans son Don Juan. Il est également mentionné dans The Masque of Anarchy, un poème de Shelley. Son suicide est également évoqué par Honoré de Balzac dans son roman La Peau de chagrin « Il souriait en se rappelant que lord Castelreagh avait satisfait le plus humble de nos besoins avant de se couper la gorge ». Chateaubriand raconte en outre l'épisode de sa mort dans le livre vingt-septième de ses Mémoires d'outre-tombe.

## Famille
Son demi-frère Charles Vane lui succède comme marquis de Londonderry.